# Stanisław Lack

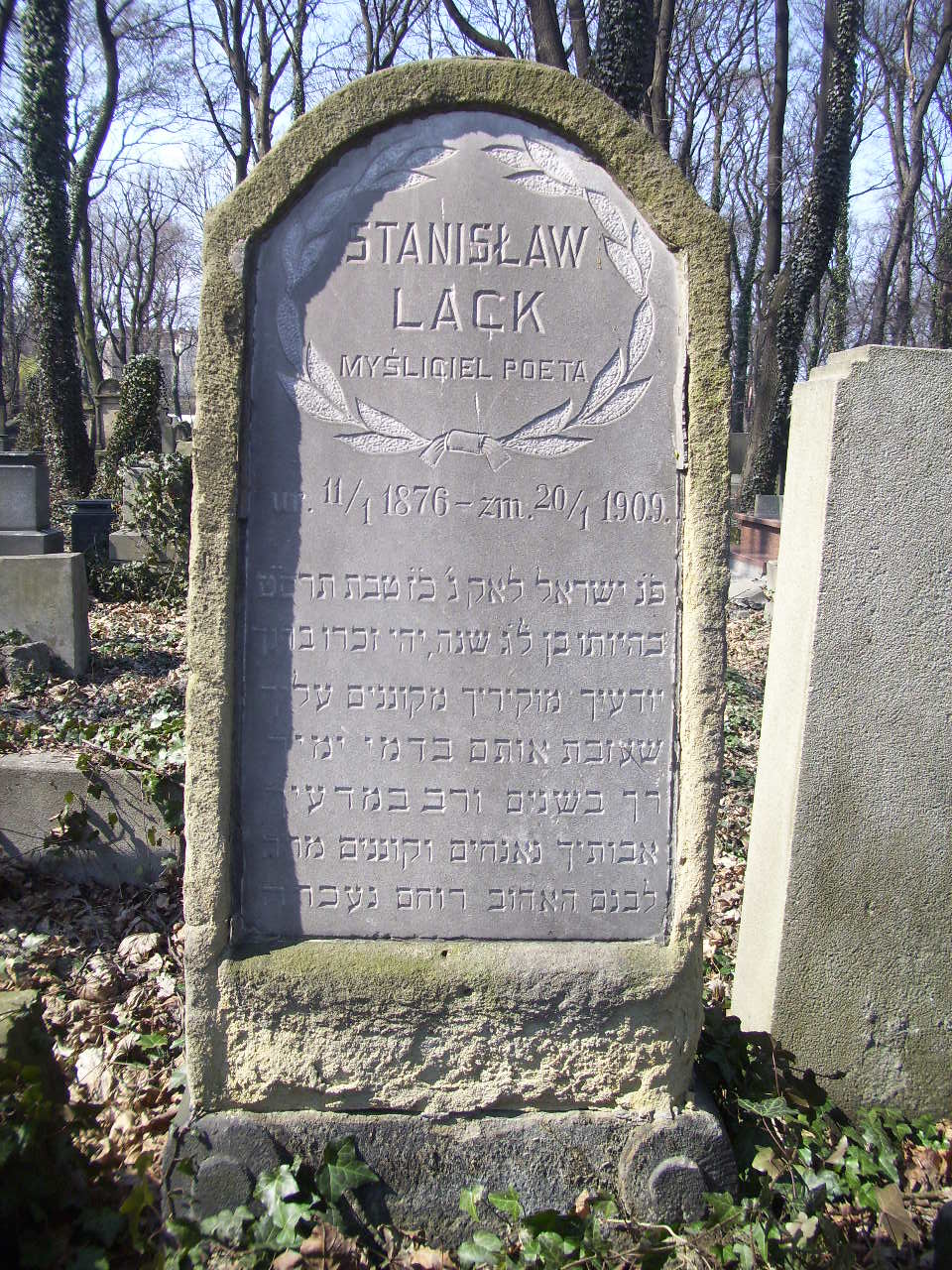
Grób Stanisława Lacka na nowym cmentarzu żydowskim w Krakowie

Stanisław Izrael Lack (ur. 11 stycznia 1876 w Krakowie, zm. 20 stycznia 1909 w Wiedniu) – polski poeta, myśliciel, tłumacz oraz krytyk literacki i teatralny żydowskiego pochodzenia.
Ukończył prawo na Uniwersytecie Jagiellońskim. Od 1897 publikował w tygodniku Życie m.in. artykuły krytyczne i recenzje. W latach 1900–1902 odbył podróże do Stanów Zjednoczonych, Włoch i Francji. W latach 1902–1903 był kierownikiem działu literackiego krakowskiego dwutygodnika Nowe Słowo. Od 1908 przebywał w Zakopanem, gdzie zasiadał w redakcji pisma Zakopane, publikował również artykuły w czasopiśmie Witeź. Pochowany jest na nowym cmentarzu żydowskim przy  ulicy Miodowej w Krakowie.
Za jego życia ukazał się zbiór Notatki i uwagi (1906). Pośmiertnie wydano m.in. Studia o Stanisławie Wyspiańskim (1924) oraz Wybór pism krytycznych (1980), Spór o pomnik (2010) i Notatki i uwagi (2010). W 2006 wydano książkę Kultura małomówna Stanisława Lacka Mateusza Antoniuka, która poświęcona została próbie rekonstrukcji estetycznych i filozoficznych poglądów Stanisława Lacka.
Przetłumaczył na język polski:
- z języka norweskiego Jasnowidze i wróżbici Oli Hanssona (1905),
- z języka francuskiego O miłości Stendhala (1905, wraz z Wilhelmem Mitarskim),
- z języka duńskiego Dziennik uwodziciela Sørena Kierkegaarda (1907),
- z języka angielskiego Wybór pisma Waltera Patera (1909),
- z języka francuskiego Plemię djabła Julesa Barbey d'Aurevilly (1922, wraz z Zdzisławem Żygulskim),
- z języka rosyjskiego Sanin. Powieść Michaiła Arcybaszewa (1920).

Stanisław Lack był znawcą twórczości Stanisława Wyspiańskiego.